# Новопокровское (Московская область)
Ново-Покровское — деревня в Коломенском районе Московской области, входит в Заруденское сельское поселение. Население — 47 чел. (2010).

## Население
| 2002 | 2006 | 2010 |
| ---- | ---- | ---- |
| 49   | ↘48  | ↘47  |